# Inversie (anatomie)

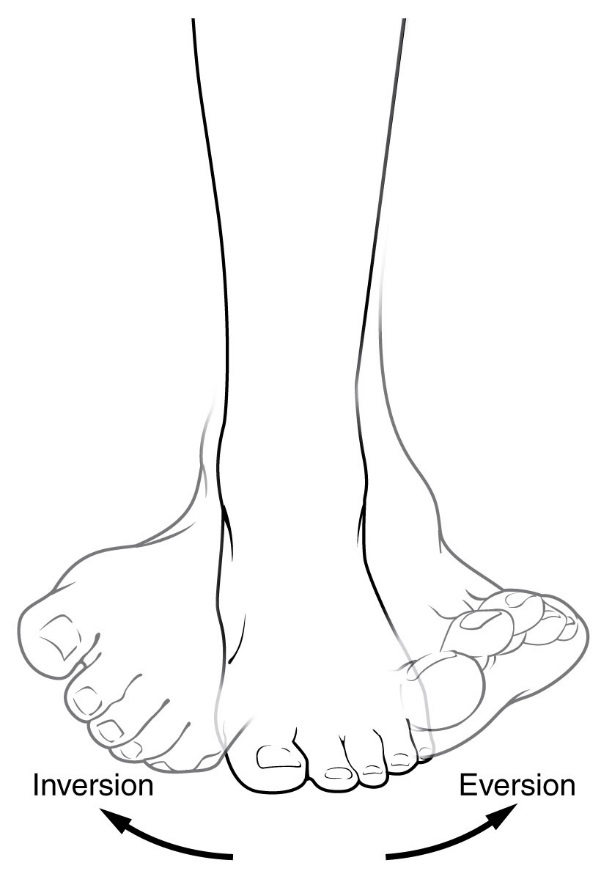
Eversie en inversie

Inversie is de beweging van de voetzool naar het mediane vlak. De tegenovergestelde beweging is eversie. Inversie en eversie worden niet respectievelijk supinatie en pronatie genoemd, analoog aan de bewegingen van de hand. Supinatie en pronatie vinden in de benen niet plaats in de enkel waar de eversie en inversie plaatsvindt, maar in de middenvoetsbeentjes. Hierbij is de supinatie een naar binnen draaiende beweging van de middenvoetsbeentjes en is pronatie een naar buiten draaiende beweging van de middenvoetsbeentjes, analoog aan de bewegingen van de hand. Supinatie en pronatie in de voet zijn alleen mogelijk wanneer er respectievelijk inversie en eversie optreedt.
De spieren verantwoordelijk voor deze beweging zijn de musculus tibialis anterior en de musculus tibialis posterior. De beweging vindt plaats in het gewricht tussen talus (sprongbeen) en calcaneus (hielbeen).
Bij een enkelverzwikking is er meestal ook sprake van een inversiebeweging die ten grondslag ligt aan de ontstane blessure, een inversietrauma.